# Circus Mircus
Circus Mircus är ett georgiskt rockband från Tbilisi med medlemmarna Damocles Stavriadis, Igor Von Lichtenstein, Bavonc Gevorkyan och Iago Waitman. Bandet representerade Georgien i Eurovision Song Contest 2022 i Turin, med sången "Lock Me In".